# Fai Chi Kei
O bairro de Fai Chi Kei (筷子基) é situado na freguesia de Nossa Senhora de Fátima, no norte da península de Macau (Região Administrativa Especial de Macau). 
Era originalmente uma barra perto da península. O bairro original foi lá  construído em 1932, sendo então conhecido como as "Casas 28 de Maio", em comemoração do dia da Revolução de 1926, quando um golpe militar instaurou em Portugal uma ditadura militar. 
Os edifícios de dois andares estavam organizados em duas linhas em cima de fundações retangulares com forma de pauzinhos (em cantonês: fai chi): daí o nome de "Fai Chi Kei". Mais tarde, as casas originais foram substituídas por um projeto de habitação social desenhado pelo arquiteto Manuel Vicente. Os dois braços de mar de cada lado da barra original também desapareceram dando lugar a uns aterros.